# Qili (sockenhuvudort i Kina, Jiangxi Sheng, lat 28,45, long 116,27)
Qili är en sockenhuvudort i Kina. Den ligger i provinsen Jiangxi, i den sydöstra delen av landet, omkring 46 kilometer sydost om provinshuvudstaden Nanchang. Antalet invånare är 27 060. Befolkningen består av 13 031 kvinnor och 14 029 män. Barn under 15 år utgör 23,0 %, vuxna 15-64 år 66 %, och äldre över 65 år 9,0 %.
Runt Qili är det tätbefolkat, med 369 invånare per kvadratkilometer. Närmaste större samhälle är Jinxianxian, 9,0 km söder om Qili. Trakten runt Qili består till största delen av jordbruksmark.
Genomsnittlig årsnederbörd är 2 304 millimeter. Den regnigaste månaden är juni, med i genomsnitt 441 mm nederbörd, och den torraste är oktober, med 23 mm nederbörd.